# Liste der Monuments historiques in Breuil-le-Sec
Die Liste der Monuments historiques in Breuil-le-Sec führt die Monuments historiques in der französischen Gemeinde Breuil-le-Sec auf.

## Liste der Bauwerke
| Bezeichnung                                                         | Beschreibung                              | Standort | Kennzeichnung | Schutzstatus | Datum | Bild           |
| ------------------------------------------------------------------- | ----------------------------------------- | -------- | ------------- | ------------ | ----- | -------------- |
| Château des Etournelles                                             | Schloss, erbaut Ende des 19. Jahrhunderts | (Lage)   | PA60000060    | Inscrit      | 2004  | weitere Bilder |
| Ponts de Fascines (auch auf dem Gebiet der Gemeinde Breuil-le-Vert) | Archäologische Ausgrabung                 |          | PA00114553    | Inscrit      | 1936  |                |
| Ferme des Etournelles                                               | Bauernhof, erbaut ab dem 16. Jahrhundert  | (Lage)   | PA00114552    | Inscrit      | 1988  |                |

## Liste der Objekte
| Bezeichnung                           | Beschreibung                                  | Standort             | Kennzeichnung | Schutzstatus | Datum | Bild |
| ------------------------------------- | --------------------------------------------- | -------------------- | ------------- | ------------ | ----- | ---- |
| Skulptur Madonna mit Kind             | Kalkstein, polychrom gefasst, 15. Jahrhundert | in der Kirche (Lage) | PM60003431    | Classé       | 2004  |      |
| Ölgemälde mit Rahmen: Betender Petrus | 17./19. Jahrhundert                           | in der Kirche (Lage) | PM60004615    | Inscrit      | 2002  |      |